# 山口郵便局 (山形県)
山口郵便局（やまぐちゆうびんきょく）は山形県天童市にある郵便局。民営化前の分類では集配特定郵便局であった（現在は集配機能を廃止）。

## 概要
住所：〒994-0101 山形県天童市山口原の前1969-5

## 沿革
- 1921年（大正10年）6月11日 - 開局。
- 1960年（昭和35年）1月21日 - 電話交換事務の取扱を天童郵便局に移管[1]。
- 1969年（昭和44年）9月20日 - 和文電報配達業務を天童電報電話局に移管。
- 1988年（昭和63年）3月31日 - 田麦野郵便局の廃止に伴い、取扱事務を承継。
- 2007年（平成19年）10月1日 - 民営化に伴い、併設された郵便事業山形南支店山口集配センターに一部業務を移管。
- 2012年（平成24年）10月1日 - 日本郵便株式会社発足に伴い、郵便事業山形南支店山口集配センターを山口郵便局に統合。
- 2017年（平成29年）3月6日 - 集配業務を天童郵便局に移管。

## 取扱内容
- 郵便、印紙、ゆうパック、内容証明
- 貯金、為替、振替、振込、国債
- 生命保険、バイク自賠責保険
- ゆうちょ銀行ATM

## 周辺
- 天童市立山口小学校
- 天童警察署山口駐在所
- 国道48号

## アクセス
- 天童市市営バス 市立山口公民館前停留所下車